# Gauntlet: Dark Legacy
Gauntlet: Dark Legacy (Japans: ガントレット ダークレガシー) is een videospel dat werd ontwikkeld en uitgegeven door Midway Games. Het spel kwam in 2000 uit als arcadespel. Later volgde andere platforms. Het spel gaat over de demon Skorne die met zijn handlangers en hun kwaad dreigen het land te overspoelen. De speler moet als de Warrior, Valkyrie, Wizard of Archer de demon verslaan. Hij kan hierbij gebruikmaken van zijn wapens.

## Platforms
| Jaar | Platform                         |
| ---- | -------------------------------- |
| 2000 | Arcade                           |
| 2001 | PlayStation 2                    |
| 2002 | GameCube, Xbox, Game Boy Advance |

## Ontvangst
| Beoordeeld door | Jaar | Platform      | Score |
| --------------- | ---- | ------------- | ----- |
| GamePro (US)    | 2001 | PlayStation 2 | 90%   |
| 4Players.de     | 2001 | PlayStation 2 | 80%   |
| Gaming Target   | 2001 | PlayStation 2 | 80%   |
| Gamezilla       | 2001 | PlayStation 2 | 79%   |
| Gamer's Pulse   | 2001 | PlayStation 2 | 78%   |
| Super Play      | 2001 | PlayStation 2 | 60%   |
| Jeuxvideo.com   | 2001 | PlayStation 2 | 55%   |
| Jeuxvideo.com   | 2002 | GameCube      | 55%   |
| Gamekult        | 2001 | PlayStation 2 | 50%   |
| IGN             | 2002 | Xbox          | 49%   |